# Akron (mitologia)
Akron – postać z mitologii rzymskiej, bohater podania związanego z początkami Miasta.
Był królem sabińskiego miasta Caenina. Po porwaniu Sabinek jako pierwszy wyruszył ze swoją armią przeciwko Rzymianom. Przyjmując wyzwanie Romulusa, stoczył z nim na oczach obydwu armii pojedynek, w którym poniósł śmierć. Zwycięski wódz zabrał zbroję Akrona i złożył ją w świątyni Jowisza Feretrejskiego na Kapitolu.
Opowieścią tą Rzymianie tłumaczyli pochodzenie zwyczaju spolia opima, zgodnie z którym osoba, która pokonała w pojedynku wodza wrogiej armii, ofiarowywała jego zdobyczny rynsztunek Jowiszowi Feretrejskiemu.